# Qing (Cangzhou)
Qing (en chino, 青; pinyin, Qīng) es un condado   bajo la administración directa de la ciudad-prefectura de Cangzhou. Se ubica en la provincia de Hebei, este de la República Popular China. Su área es de 991 km² y su población total para 2010 superó los 400 mil habitantes. 

## Administración
El Condado Qing se divide en 10 pueblos que se administran en 7 poblado y 3 villas..

## Toponimia
El topónimo Qing [/Ching/] significa 'verde'. Originalmente era Qingzhou (清州) 'la Provincia Clara', de la frase: "la provincia donde el río Amarillo se aclara", esta frase suele usarse en un contexto metafórico o poético, ya que históricamente el río Amarillo es conocido por su sedimento y turbidez.
Posteriormente, debido a las inundaciones en la región,el nombre Qing (清 claro) se cambió a Qing (青 verde), aunque suenan igual, se eliminó el radical del agua (氵), este viene de la frase: "verde todo el año", esta expresión a menudo se usa para describir plantas que permanecen verdes durante todo el año, una forma simbólica de decir 'prosperidad continua'.